# Juliusz Grabowski (1908–2001)
Juliusz Grabowski (ur. 29 stycznia 1908 w Nizinach k. Wołkowyska, zm. 26 maja 2001) – polski uczony, profesor inżynier telekomunikacji i systemów teletransmisyjnych na Wydziale Elektroniki i Technik Informacyjnych Politechniki Warszawskiej. 

## Życiorys
W 1928 ukończył wileńskie Gimnazjum im. Króla Zygmunta Augusta, a następnie studiował na Wydziale Elektrycznym Politechniki Warszawskiej, pełnił funkcję prezesa Naukowego Koła Elektryków studentów PW. W 1936 rozpoczął pracę w Państwowych Zakładach Tele- i Radiotechnicznych w Warszawie, w 1937 ukończył studia.      
Po wybuchu II wojny światowej przedostał się na Wileńszczyznę, następnie na Litwę, a stamtąd na Nowogródczyznę. Od stycznia 1943 był żołnierzem Armii Krajowej, był odpowiedzialny na łączność radiową oddziału AK „Łąka” z Komendą Główną. Uczestniczył w Akcji „Burza” i Operacji „Ostra Brama”, jego zadaniem było utrzymanie łączności radiowej z Komendą Główną AK i rządem RP w Londynie. Radiostacja została zlikwidowana przez NKWD 8 września 1944.      
Po zakończeniu wojny powrócił do Warszawy, gdzie na Politechnice uzyskał stopień inżyniera elektryka. Rozpoczął wówczas pracę dydaktyczną i naukowo-badawczą na Politechnice oraz w Szkole Inżynierskiej im. Hipolita Wawelberga i Stanisława Rotwanda, początkowo jako starszy asystent, a następnie profesor kontraktowy i zastępca profesora. Równocześnie od 1945 kontynuował pracę w Państwowych Zakładach Tele- i Radiotechnicznych, a następnie w Zakładach Wytwórczych Materiałów Teletechnicznych, Zakładach Radiowych im. Marcina Kasprzaka, Przemysłowym Instytucie Telekomunikacji, a od 1948 w Instytucie Teletechnicznym. W 1950 należał do grona organizatorów Wieczorowej Szkoły Inżynierskiej, a następnie został w niej kierownikiem Sekcji Transmisji. W 1956 otrzymał etat docenta w Katedrze Teletransmisji Przewodowej Politechniki Warszawskiej, rok później zrezygnował z pracy w Instytucie Teletechnicznym, a w 1960 z pracy w Wieczorowej Szkole Inżynierskiej. Pełnił funkcję pełniącego obowiązki zastępcy kierownika Katedry Teletransmisji Przewodowej, od 1964 był docentem oraz kierował Katedrą Urządzeń Teletransmisyjnych i Telegraficznych. Następnie pracował w Instytucie Teletechniki, gdzie w latach 1971–1973 zajmował stanowisko zastępcy dyrektora ds. naukowo-badawczych. W 1973 został dyrektorem Instytutu Teleelektroniki, od 1975 był docentem, a od 1976 profesorem kontraktowym w Instytucie Łączności. W 1978 przeszedł na emeryturę, równocześnie pozostając do 1990 dyrektorem IŁ. W 1983 otrzymał tytuł profesora nadzwyczajnego. Przez cały ten czas pracował równocześnie jako wykładowca na Politechnice Warszawskiej, gdzie pełnił funkcję prodziekana Wydziału Łączności, kierownika Wieczorowego Studium Zawodowego, kierownika Zakładu Urządzeń Teletransmisyjnych, a także kierownika Zakładu, a następnie Zespołu Systemów Teletransmisyjnych.      
Pochowany na cmentarzu parafialnym w Grodzisku Mazowieckim (kwatera F1/08/05).

## Praca naukowa
Juliusz Grabowski pracował nad rozwojem polskiej techniki teletransmisyjnej, przed 1939 pracował nad urządzeniami radiofonicznymi, radiotelefonicznymi i teletransmisyjnymi, z których wiele zostało wprowadzonych do produkcji. Opracował również jako pierwszy teorię i zastosowania ujemnego sprężenia zwrotnego we wzmacniaczach. Po 1945 prowadził prace badawcze i projektowe nad telefonicznymi systemami nośnymi symetrycznymi i współosiowymi K-1920 i TN-300, w latach 1952–1963 tworzył zespoły naukowo-badawcze i techniczne oraz bazę materialną dotyczącą badań i wdrażania systemów teletransmisyjnych. Po 1964 wyniki prac prowadzonych przez Juliusza Grabowskiego z zespołem nad systemami współosiowymi zostały wielokrotnie nagrodzone i wdrożone do produkcji przemysłowej. Od 1964 pracował nad transmisją danych, razem z zespołem opracował dwa systemy transmisji. System śledzący z wykrywaniem błędów UTD-1 oraz system z kanałem zwrotnym i korekcją błędów UTD-1200. Obie prace były wybitnymi osiągnięciami, które uhonorowano wieloma nagrodami w tym zespołową Nagrodą Państwową II stopnia przyznaną w 1972. Ponadto Juliusz Grabowski pracował nad miernictwem teletransmisyjnym, efektem tych prac był zestaw wyspecjalizowanej aparatury kontrolno-pomiarowej.  
Dorobek naukowy to ponad 50 pozycji opublikowanych i niepublikowanych, z których połowa to prace autorskie, wśród których wiele opracowań i opisów wyników badań naukowych prowadzonych na potrzeby gospodarki narodowej, a także prace informacyjne o postępach wiedzy i techniki.  

## Członkostwo
- Światowy Związek Żołnierzy Armii Krajowej;
- Związek Nauczycielstwa Polskiego Politechniki Warszawskiej;
- Stowarzyszenie Elektryków Polskich, honorowy członek SEP (nr 69, 1989[4]), zasłużony senior Stowarzyszenia Elektryków Polskich (nr 29, 1989);
- Centralne Kolegium Sekcji Telekomunikacji;
- Centralna Komisja Szkolnictwa Elektrycznego;
- Polski Komitet Optoelektroniki;
- Członek i przewodniczący Zespołu Teletransmisji w Komitecie Elektroniki i Telekomunikacji Polskiej Akademii Nauk;
- Komisja Główna Elektroniki i Telekomunikacji Komitetu Nauki i Techniki;
- Polski Komitet Automatyczny Przetwarzania Informacji NOT.

Zasiadał w wielu radach naukowych m.in.:
- RN Wojskowego Instytutu łączności;
- RN Wydzielonego Biura Rozwojowego Zakładów Materiałów Magnetycznych „Polfer”;
- RN Krajowej Komisji Międzynarodowego Doradczego Komitetu Telefonicznego i Telegraficznego (Comite Consultatif International Telegraphique et Telephonique — CCITT) jako członek Prezydium.
- Rada Naukowo-Techniczna przy Ministrze Przemysłu Ciężkiego.

## Ordery i odznaczenia
- Krzyż Komandorski Orderu Odrodzenia Polski
- Krzyż Kawalerski Orderu Odrodzenia Polski
- Krzyż Walecznych
- Złoty Krzyż Zasługi
- Medal 10-lecia Polski Ludowej (19 stycznia 1955)[5]
- Medal Komisji Edukacji Narodowej
- Srebrny Medal „Za zasługi dla obronności kraju”
- Brązowy Medal „Za zasługi dla obronności kraju”
- Medal im. Mieczysława Pożaryskiego
- Medal im. Kazimierza Szpotańskiego
- Medal im. Janusza Groszkowskiego
- Złota Honorowa Odznaka „Zasłużonego Pracownika Łączności”
- Złota Honorowa Odznaka SEP
- Złota Honorowa Odznaka NOT
- Honorowa Odznaka Żołnierza Armii Krajowej Okręgów „Wiano” i „Nów”

Źródło: Juliusz Grabowski (1908–2001)